# 狭い世界のアイデンティティー
『狭い世界のアイデンティティー』（せまいせかいのアイデンティティー）は、押切蓮介による日本の漫画作品。『月刊モーニングtwo』（講談社）にて、2016年10月号から2020年8月号まで連載。
漫画業界を舞台にした作品で、漫画家同士が潰しあうバトル要素と、漫画業界への風刺が克明に描かれている。また、作者の押切をはじめ、実在する作家が登場しており、フェイクドキュメンタリーの要素も取り入れている。

## あらすじ
20XX年、人気作家になろうと活き込んだ神藤マホの兄は件社という出版社に漫画原稿を持ち込むも、上階から突き落とされた挙句串刺しにされる。兄の殺害の真相を確かめるため、マホは新人漫画家として件社に潜り込む。

## 用語
件社（くだんしゃ）

## 登場人物
神藤 マホ（しんどう マホ）
本作の主人公。普段は大人しい少女だが、目的のためなら強行手段に出る激情家。兄の死の真相を確かめるため、新人漫画家として件社に潜り込む。
マホの兄
眼鏡をかけた温和な青年。物語の冒頭で何者かによって殺害される。
編集王（へんしゅうおう）
件社のトップである大男。顔はシルエットで隠れている。

## 書誌情報
- 押切蓮介 『狭い世界のアイデンティティー』 講談社〈モーニングKC〉、全5巻
  1. 2017年4月21日発売[2]、ISBN 978-4-06-388722-8
  2. 2018年3月22日発売[3]、ISBN 978-4-06-511158-1
  3. 2019年2月22日発売[4]、ISBN 978-4-06-514643-9
  4. 2019年12月22日発売[5]、ISBN 978-4-06-518038-9
  5. 2020年9月18日発売[6]、ISBN 978-4-06-520748-2